# Ivan Katanušić
Ivan Katanušić (Imotski, 1991.), hrvatski paratletičar, bacač diska i kugle, osvajač srebrnog odličja u bacanju diska na Paraolimpijskim igrama u Tokiju 2020. Član je AK »Dinamo Zrinjevac« iz Zagreba.
Europski je prvak u bacanju diska (Bydgoszcz, 2021.) i kugle (Grosseto, 2016.) te osvajač svjetskih bronci u Londonu (2017.) i Dubaiju (2019.).
Na Paraolimpijskim igrama u Tokiju do srebra je došao u kategoriji atletičara s potkoljeničnom amputacijom bacivši disk 55,06 metara.